# Jean de Lancastre
Pour les articles homonymes, voir Jean d'Angleterre (homonymie) et Jean de Lancastre (homonymie).
 (octobre 2015).
Jean de Lancastre (20 juin 1389 – 14 septembre 1435, Rouen), 1er duc de Bedford, est un membre de la famille royale d’Angleterre. Troisième fils d'Henri IV et de Marie de Bohun, il est le frère puîné du roi Henri V. À la mort de ce dernier, il prend le titre de régent du royaume de France du fait de la minorité de son neveu Henri VI, proclamé roi de France et d'Angleterre en application du traité de Troyes.

## Carrière
Il est nommé connétable d'Angleterre par son père (1403), duc de Bedford et de Candale et comte de Richmond par son frère Henri V (1414) et enfin lieutenant général du royaume pendant les campagnes de ce dernier en France.
Il aide puissamment son frère à conquérir le royaume de France et est nommé régent de ce royaume à la mort du monarque, dont il proclame le fils Henri VI, à la fois roi de France et d’Angleterre (1422). Capitaine général en Normandie (1422-1435) et capitaine de Paris (1423-1429), il se fait également nommer duc d'Anjou et comte du Maine par un acte daté du 21 juin 1424 et confirmé à Rouen par le jeune roi Henri VI d'Angleterre le 8 septembre 1430 mais ne parvient pas à profiter de ces territoires.
Il remporte la bataille de Verneuil (1424), et est avec Philippe Le Bon, duc de Bourgogne, un moment maître de la partie nord du royaume, mais la délivrance d'Orléans par Jeanne d'Arc (1429), puis le renversement d’alliance du duc de Bourgogne Philippe le Bon, au profit de Charles VII, concrétisé par le Traité d'Arras signé le 20 septembre 1435, mettent un terme à ses succès, et il se voit bientôt enlever la plus grande partie de ses conquêtes.
Son échec final vient du fait qu’il ne peut réduire les résistances qui ne cessent de se manifester au nord de la Loire, tout en ne parvenant pas à prendre pied au sud. Constamment sur la défensive, le maintien de ses troupes entraîne de lourdes charges financières. Il doit faire appel au Trésor anglais tout en alourdissant la fiscalité en France, ce qui lui vaut l’impopularité des deux côtés de la Manche. Au fil des revers anglais, il se replie peu à peu vers la Normandie. Il est le fondateur de l’université de Caen (1432).
Il meurt subitement le 14 septembre 1435 à Rouen et est enterré dans la cathédrale Notre-Dame de la ville. Son tombeau de marbre noir est détruit en 1562 par les calvinistes, lors des guerres de Religion. À cet emplacement, au pied du gisant d'Henri le Jeune, une plaque est alors scellée.

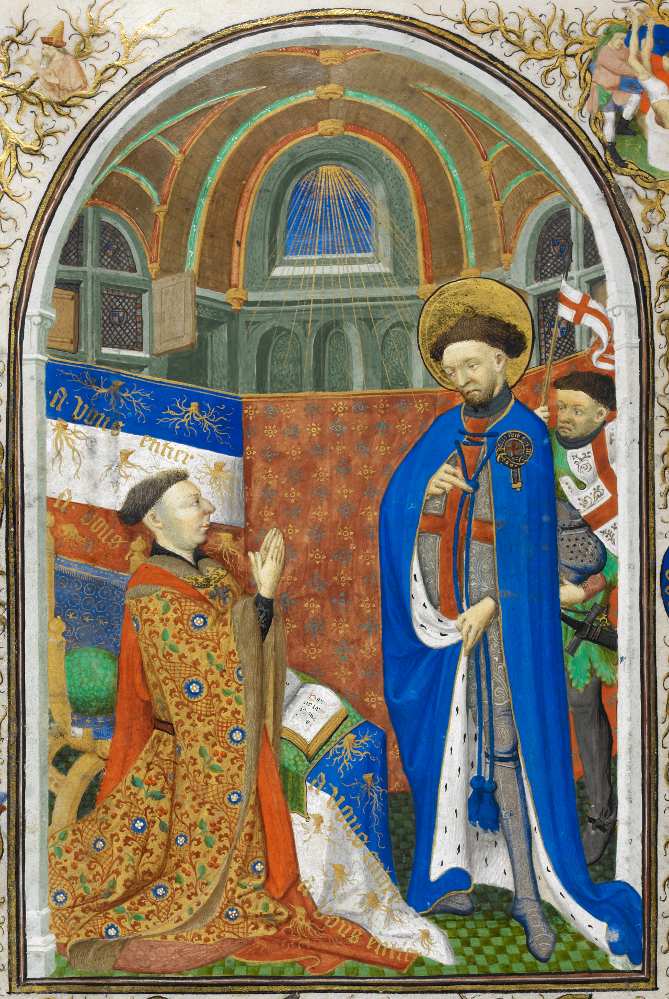
Jean de Lancastre priant devant saint Georges. Enluminure du Maître de Bedford, Heures de Bedford, vers 1423.
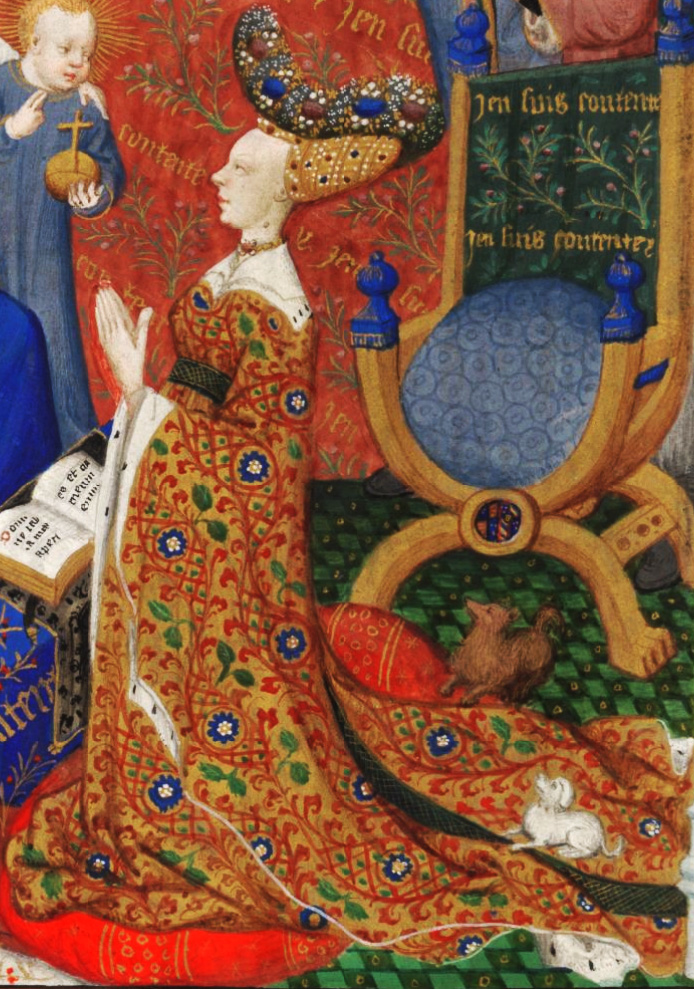
Miniature représentant Anne, duchesse de Bedford, priant devant sainte Anne (Heures de Bedford, British Library, Add MS 18 850, fo 257vo ).
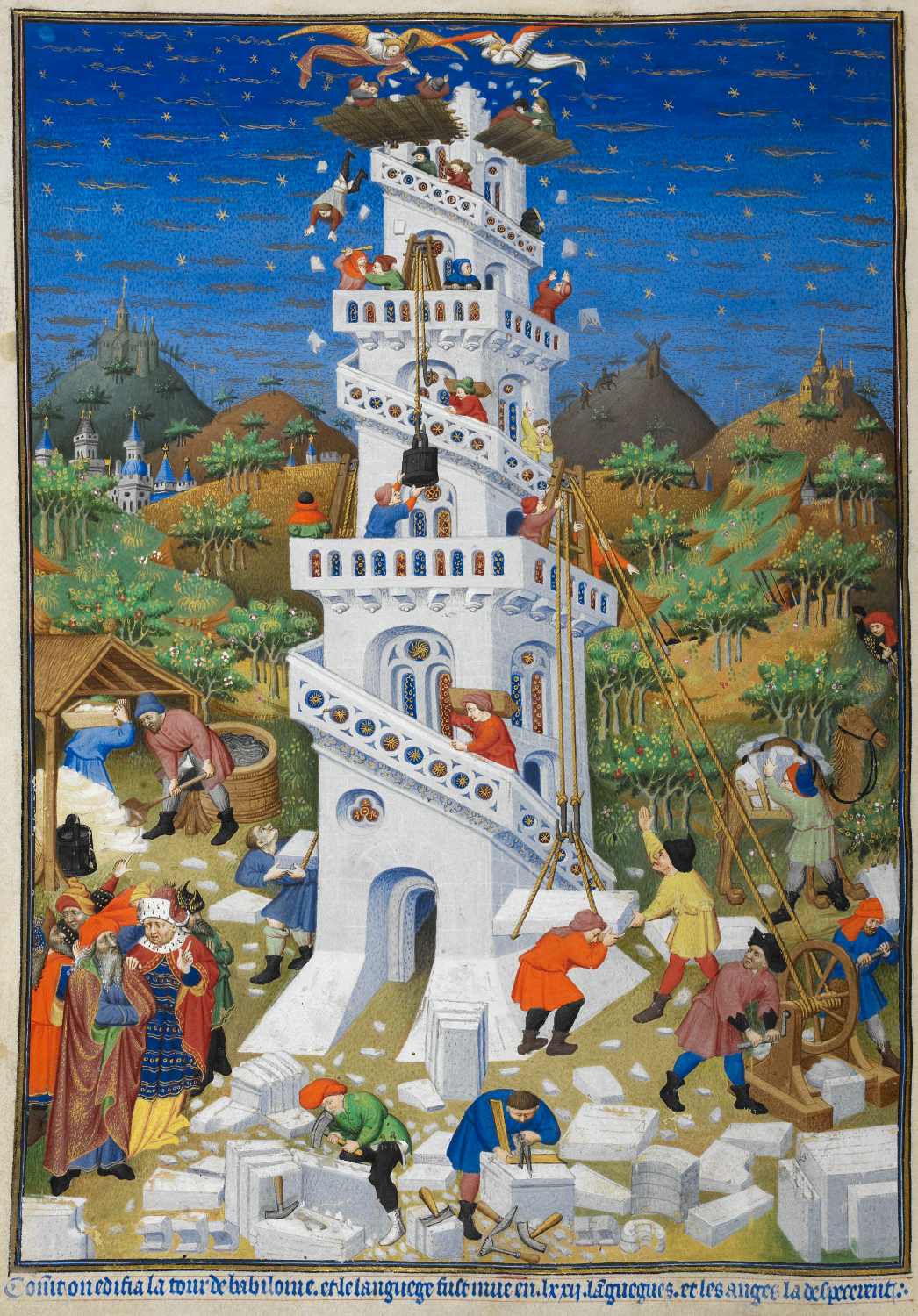
La tour de Babel, Heures du duc de Bedford, Maître de Bedford.
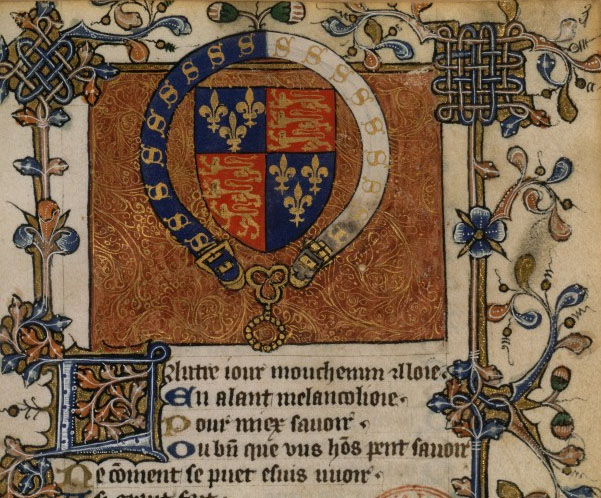
Marque de propriété aux armes de Bedford dans un manuscrit contenant des œuvres de Geoffroi de Charny (BNF, Manuscrit français 25 447, fol. 3 (détail).

## Mariages et descendances
Le 14 juin 1423 à Troyes, il épouse Anne de Bourgogne (1404-14 novembre 1432, Paris), fille de Jean sans Peur, duc de Bourgogne, et de Marguerite de Bavière.
Veuf, il se remarie à Thérouanne, le 22 avril 1433, avec Jacquette de Luxembourg (1416 ?-30 mai 1472), fille de Pierre Ier de Luxembourg et de Marguerite des Baux. Il n’a aucune postérité de ses deux unions.
Il eut une fille illégitime, Marie de Bedford, qui se maria avec Pierre de Montferrand (décapité en 1454), seigneur de Lesparre, et fils du seigneur de Langoiran, Bertrand III de Montferrand.

## Amateur d’art et de livres
Le duc de Bedford commandita plusieurs manuscrits enluminés. Son nom est resté attaché à plusieurs célèbres manuscrits du XVe siècle, dont le Bréviaire de Salisbury réalisé par un enlumineur anonyme surnommé le Maître de Bedford, mais aussi le Psautier et livre d'heures de Bedford, ainsi que les Heures de Bedford, que sa première épouse, Anne de Bourgogne avait reçues de son père Jean sans Peur comme cadeau de mariage.
Il « acheta » en 1424 le contenu de la Librairie royale, et le fonds de cette bibliothèque, soit 917 titres, fut en partie dispersé entre 1426 et 1435 lors de l'occupation de Paris par les Anglais, et seuls 76 volumes d'origine se trouvent encore en France (dont 69 à la BNF).